# أناتول فرانس (مترو باريس)
أناتول فرانس (بالفرنسية: Anatole France) هي محطة مترو تابعة لمترو باريس تقع في فرنسا في لوفالوا-بيري.[بحاجة لمصدر]